# إسماعيل محمد شريف
إسماعيل محمد شريف (من مواليد 17 أبريل 1962) لاعب كرة قدم عراقي سابق كان يلعب في مركز خط الوسط للمنتخب العراقي. شارك مع المنتخب العراقي لكرة القدم في تصفيات كأس العالم 1986. كما لعب لنادي الشباب.

## روابط خارجية
- إسماعيل محمد شريف على موقع الاتحاد الدولي (مؤرشف)  (الإنجليزية)
- إسماعيل محمد شريف على موقع ناشيونال فوتبول تيمز (الإنجليزية)
- إسماعيل محمد شريف على موقع Soccerway.com (الإنجليزية)
- إسماعيل محمد شريف على موقع أوليمبيديا (الإنجليزية)